# ديفون روبرتس
ديفون روبرتس هو لاعب كرة قدم غرينادي، ولد في 19 فبراير 1984.

## وصلات خارجية
- ديفون روبرتس على موقع قاعدة بيانات كرة القدم.إي يو (الإنجليزية)
- ديفون روبرتس على موقع ناشيونال فوتبول تيمز (الإنجليزية)